# 政策企画本部長
政策企画本部長 (せいさくきかくほんぶちょう、Director of Policy Planning) は、アメリカ合衆国国務省内の頭脳集団・政策企画本部を統括する官僚である。
政策企画本部長職は国務省内でも有数のポストであり、伝統的に米国の外交政策立案に関する最も有能な職員らで占められてきた。過去の政策企画本部長の中には、国家安全保障問題担当大統領補佐官3名（ロストウ、レイク、サリバン）、世界銀行総裁（ウォルフォウィッツ）、外交問題評議会会長（ロード、ハース）などがおり、多くの学者も含まれている。

## 歴代政策企画本部長
| 大統領                                       | 氏名                          | 就任日         | 退任日         | 備考 |
| -------------------------------------------- | ----------------------------- | -------------- | -------------- | --- |
| ハリー・S・トルーマン                        | ジョージ・F・ケナン           | 1947年5月9日   | 1949年5月31日  | 国務省官僚、ソ連及びユーゴスラヴィア大使、X論文を執筆、大統領自由勲章受章者 |
| ハリー・S・トルーマン                        | ポール・H・ニッツェ           | 1950年6月1日   | 1953年5月28日  | 海軍長官（1963-67年）、大統領自由勲章受章者 |
| ドワイト・D・アイゼンハワー                  | ロバート・ボウィ              | 1953年5月28日  | 1957年8月31日  | ハーバード大学教授、中央情報局（CIA）国家情報官（1977-79年） |
| ドワイト・D・アイゼンハワー                  | ジェラルド・C・スミス         | 1957年9月6日   | 1961年1月20日  | 軍備管理軍縮局（ACDA）長官（1968-73年）、大統領自由勲章受章者 |
| ジョン・F・ケネディ                          | ジョージ・C・マギー           | 1961年2月13日  | 1961年11月29日 | 国務省官僚、西ドイツ大使（1963-68年） |
| ジョン・F・ケネディ／リンドン・B・ジョンソン | ウォルト・W・ロストウ         | 1961年11月29日 | 1966年3月31日  | 経済学者、国家安全保障問題担当大統領次席補佐官（1961年）、国家安全保障問題担当大統領特別補佐官（1966-69年） |
| リンドン・B・ジョンソン                      | ヘンリー・D・オーウェン       | 1966年1月19日  | 1969年2月8日   | 国務省官僚、無任所大使（サミット担当、1977-81年） |
| リチャード・M・ニクソン                      | ウィリアム・I・カーゴ         | 1969年8月4日   | 1973年7月30日  | ネパール大使（1973-76年） |
| リチャード・M・ニクソン                      | ジェームズ・S・サッターリン   | 1973年9月4日   | 1973年10月15日 | 国務省官僚、国際連合事務総長上級補佐官 |
| ジェラルド・R・フォード                      | ウィンストン・ロード          | 1973年10月12日 | 1977年1月20日  | 外交問題評議会会長（1977-85年）、中国大使（1985-89年） |
| ジェームズ・E・カーター                      | W・アンソニー・レイク         | 1977年1月21日  | 1981年1月20日  | 元国務省官僚、国家安全保障問題担当大統領補佐官（1993-1997年）、ジョージタウン大学教授 |
| ロナルド・W・レーガン                        | ポール・ウォルフォウィッツ    | 1981年2月13日  | 1982年12月22日 | 政治学博士、インドネシア大使（1986-89年）、政策担当国防次官（1989-93年）、ジョンズ・ホプキンズ大学高等国際問題研究大学院（SAIS）院長、アメリカ合衆国国防副長官（2001-05年）、世界銀行総裁（2005-07年）                |
| ロナルド・W・レーガン                        | スティーヴン・W・ボズワース   | 1983年1月3日   | 1984年4月7日   | 国務省官僚、フィリピン大使（1984-87年）、朝鮮半島エネルギー開発機構（KEDO）事務総長（1995-97年）、韓国大使（1997-2001年）、タフツ大学フレッチャー法律外交大学院院長（2001年-）、米国政府北朝鮮政策特別代表（2009年-） |
| ロナルド・W・レーガン                        | ピーター・W・ロッドマン       | 1984年4月9日   | 1986年3月3日   | 国際安全保障問題担当国防次官補（2001-07年）、ブルッキングス研究所上席研究員（2007-08年） |
| ロナルド・W・レーガン                        | リチャード・H・ソロモン       | 1986年5月3日   | 1989年1月21日  | 政治学者、東アジア・太平洋担当国務次官補（1989-92年）、米国平和研究所所長（1993年-） |
| ジョージ・H・W・ブッシュ                     | デニス・B・ロス               | 1989年1月21日  | 1992年4月23日  | 政治学者、ワシントン・近東政策研究所（WINEP）共同創設者、ジョージ・H・W・ブッシュ、ビル・クリントン両政権の中東特使、国務長官特別顧問（ペルシャ湾岸・南西アジア担当、2009年-）                                        |
| ビル・クリントン                             | サミュエル・W・ルイス         | 1993年3月21日  | 1994年1月21日  | 国務省官僚、国際機構担当国務次官補（1975-77年）、イスラエル大使（1977年 - 1985年） |
| ビル・クリントン                             | ジェームズ・W・スタインバーグ | 1994年3月21日  | 1996年12月23日 | 政治学者、国家安全保障問題担当大統領次席補佐官（1997-2001年）、テキサス大学オースティン校公共政策大学院院長、国務副長官（2009年-）                                                                                    |
| ビル・クリントン                             | グレゴリー・B・クレイグ       | 1997年7月10日  | 1998年9月16日  | ホワイトハウス特別法律顧問（1998-2001年）、ホワイトハウス法律顧問（2009年-） |
| ビル・クリントン                             | モートン・H・ハルペリン       | 1998年12月7日  | 2001年1月19日  | 政治学者、国防副次官補（1966-69年）、国家安全保障会議民主主義問題担当部長（1994-96年） |
| ジョージ・W・ブッシュ                        | リチャード・N・ハース         | 2001年2月6日   | 2003年1月20日  | 政治学者、国家安全保障会議近東・南アジア担当上級部長（1989-93年）、外交問題評議会会長（2003年-） |
| ジョージ・W・ブッシュ                        | ミッチェル・B・ライス         | 2003年7月21日  | 2005年2月14日  | ジョージ・W・ブッシュ大統領北アイルランド特使（2005-07年）、ウィリアム・アンド・メアリー大学副学長 |
| ジョージ・W・ブッシュ                        | スティーヴン・D・クラズナー   | 2005年2月4日   | 2007年4月20日  | 政治学者、スタンフォード大学教授 |
| ジョージ・W・ブッシュ                        | デイヴィッド・F・ゴードン     | 2007年6月27日  | 2009年1月20日  | 政治学者、ユーラシア・グループ代表（2009年-） |
| バラク・オバマ                               | アン・マリー・スローター      | 2009年1月23日  | -              | 政治学者、プリンストン大学ウッドロウ・ウィルソン公共政策大学院院長 |
| バラク・オバマ                               | ジェイク・サリバン            | 2011年2月4日   | 2013年2月15日  | 国家安全保障問題担当大統領補佐官（2021年-） |
| バラク・オバマ                               | デイヴィッド・マッキーン      |                |                | |
| バラク・オバマ                               | ジョナサン・ファイナー        | 2016年3月      | 2017年1月20日  | |
| ドナルド・トランプ                           | ブライアン・フック            | 2017年2月      | 2018年9月      | 国務省官僚、国務省イラン担当特別代表（2018-2020年） |
| ドナルド・トランプ                           | キロン・スキナー              | 2018年9月      | 2019年8月      | |
| ドナルド・トランプ                           | ピーター・バーコウィッツ      | 2019年8月      | 2021年1月      | |
| ジョー・バイデン                             | サルマン・アハメド            | 2021年1月      | 2025年1月      | |
| ドナルド・トランプ                           | マイケル・アントン            | 2025年1月      |                | |